# Aeroportul Vanimo
Aeroportul Vanimo (IATA: VAI, ICAO: AYVN) este un aeroport din Sandaun Province⁠(d), Papua Noua Guinee. A fost numit după Vanimo⁠(d).
Situat la o altitudine de 3 m, aeroportul dispune de o singură pistă.